# Diaulomorpha nigroaenea
Diaulomorpha nigroaenea är en stekelart som först beskrevs av Girault 1929.  Diaulomorpha nigroaenea ingår i släktet Diaulomorpha och familjen finglanssteklar. Inga underarter finns listade i Catalogue of Life.